# ヒオバニー・エスピノーサ
ヒオバニー・エスピノーサ（Giovanny Patricio Espinoza Pabón、1977年4月12日 - ）は、エクアドルの元サッカー選手。元エクアドル代表。ポジションはディフェンダー。

## 経歴
2000年にエクアドル代表デビュー。コパ・アメリカ2001や2002 CONCACAFゴールドカップにも出場した。出場機会は無かったが、2002 FIFAワールドカップのメンバーにも選ばれた。2006 FIFAワールドカップ・南米予選では全18試合に出場、2大会連続のワールドカップ出場を獲得した。2006 FIFAワールドカップでは全4試合に先発出場、エクアドル史上初のベスト16となった。エクアドル代表で10年間プレー、通算90試合に出場、3得点をあげた。

## 代表歴

### 出場大会
- エクアドル代表
  - 2002 FIFAワールドカップ
  - 2006 FIFAワールドカップ

### 試合数
- 国際Aマッチ 90試合 3得点（2000年-2009年）[1]

| エクアドル代表 | 国際Aマッチ | 国際Aマッチ |
| 年             | 出場        | 得点        |
| -------------- | ----------- | ----------- |
| 2000           | 5           | 0           |
| 2001           | 13          | 1           |
| 2002           | 3           | 0           |
| 2003           | 9           | 1           |
| 2004           | 12          | 0           |
| 2005           | 11          | 0           |
| 2006           | 10          | 0           |
| 2007           | 13          | 1           |
| 2008           | 8           | 0           |
| 2009           | 6           | 0           |
| 通算           | 90          | 3           |